# Autobuss Debesīs
Autobuss Debesīs är en lettisk melodisk rockgrupp, bildad 1998.

## Diskografi
- Viņa pastarā diena – 1999
- Logs puspavērts – 2001
- Domā par mani – 2002
- Think of Me – 2002
- Taureņiem, kaijām un spārēm – 2004
- Par tavām kurpju šņorēm – 2006
- Imanta Kalniņa dziesmu spēles – 2006